# Ferrari World Abu Dhabi
Ferrari World, également connu sous le nom Ferrari Experience, est un parc à thème situé sur l'île de Yas, à Abou Dabi, à proximité du circuit Yas Marina.
C'est le premier parc de ce type à utiliser le thème et la marque Ferrari. Le parc appartient à Aldar Properties PJSC, l'une des principales compagnies d'investissement, de management et de développement du pays. Il est également géré par Farah Leisure Parks Management L.L.C et ProFun Management Group Inc..
Le parc a ouvert officiellement au public le 4 novembre 2010. Son ouverture au public qui était prévu à l'origine le 28 octobre 2010 a dû être repoussé en raison du décès de Sheikh Saqr bin Mohammed Al Qasimi, émir de Ras el Khaïmah.

## Le bâtiment
Ferrari World Abu Dhabi se veut être le plus grand parc couvert au monde.
L'élément principal du parc est son toit recouvrant une grande partie du parc. D'une hauteur de 45 mètres avec une circonférence totale de 2 200 mètres, sa surface totale est de 200 000 m2 dont une surface couverte accessible au public de 100 000 m2. Au sommet du toit a été installé le plus gros logotype Ferrari du monde mesurant 65 m x 48.5 m.
La construction de cette immense structure s'est terminée le 29 octobre 2009, juste à temps avant le Grand Prix automobile d'Abou Dabi 2009. L'architecture du paysage de la zone entourant le bâtiment, d'une surface de 450 000 m2 est gérée par Citiscape.

## Les attractions
La planification du parc et de ses attractions a été réalisée par Jack Rouse Associates, un bureau de designer de Cincinnati.
Le parc comporte une vingtaine d'attractions dont cinq montagnes russes et des attractions secondaires plus ou moins basées sur l'univers de la course automobile et la marque Ferrari. On y retrouve des bûches, des simulateurs de mouvement, une tour de chute, un parcours scénique sur l'histoire de Ferrari, des cours de conduites, des restaurants, et des boutiques.

### Montagnes russes
| Nom                  | Type/Modèle                     | Constructeur        | Année d'ouverture |
| -------------------- | ------------------------------- | ------------------- | ----------------- |
| Fiorano GT Challenge | Montagnes russes racing lancées | Maurer Rides        | 2010              |
| Flying Aces (en)     | Montagnes russes en métal       | Intamin             | 2016              |
| Formula Rossa        | Montagnes russes lancées        | Intamin             | 2010              |
| Formula Rossa Junior | Montagnes russes junior         | Zamperla            | 2020              |
| Mission Ferrari      | Montagnes russes en métal       | Dynamic Attractions | 2023              |
| Turbo Track          | Montagnes russes navette        | Intamin             | 2017              |

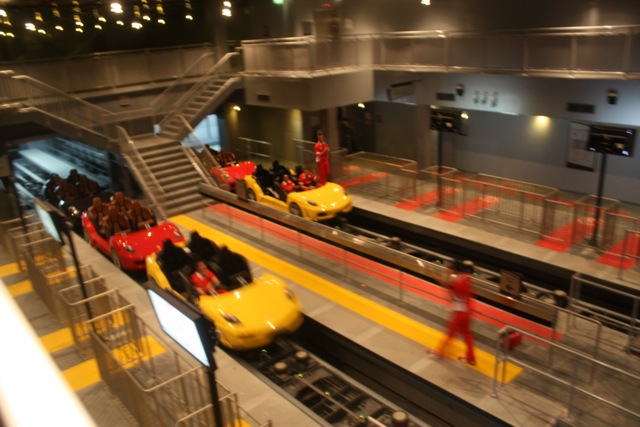
Fiorano GT Challenge
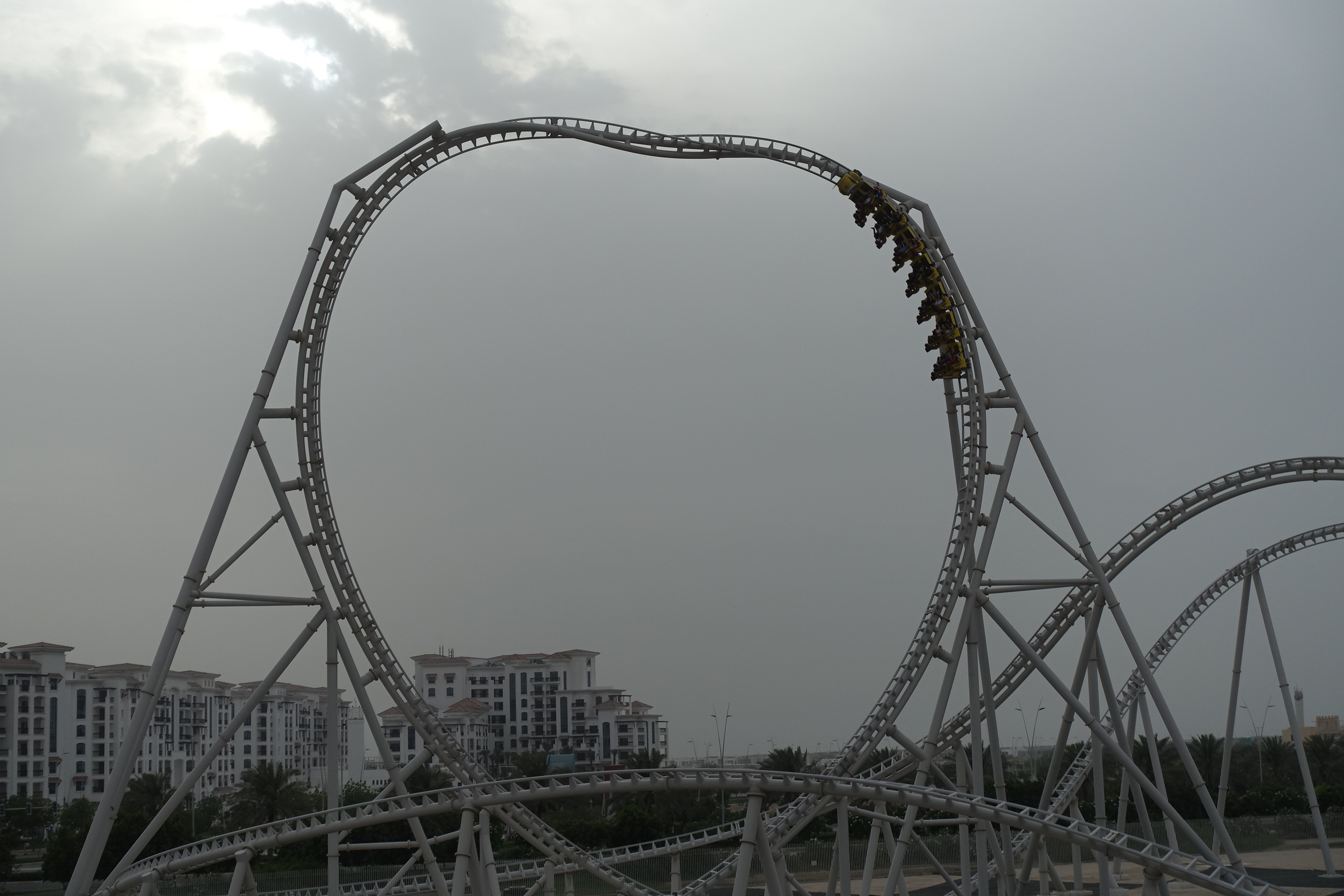
Flying Aces
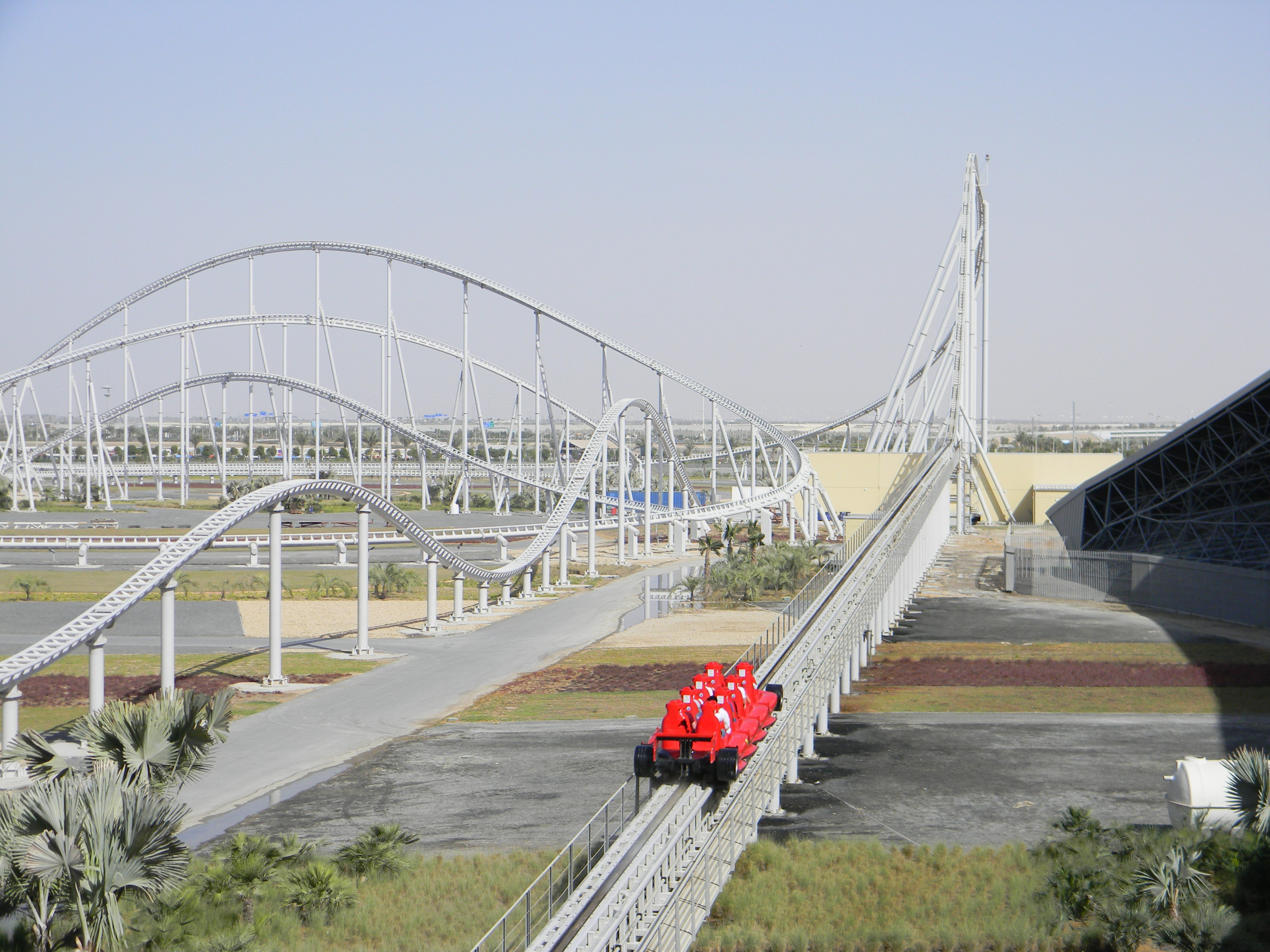
Formula Rossa
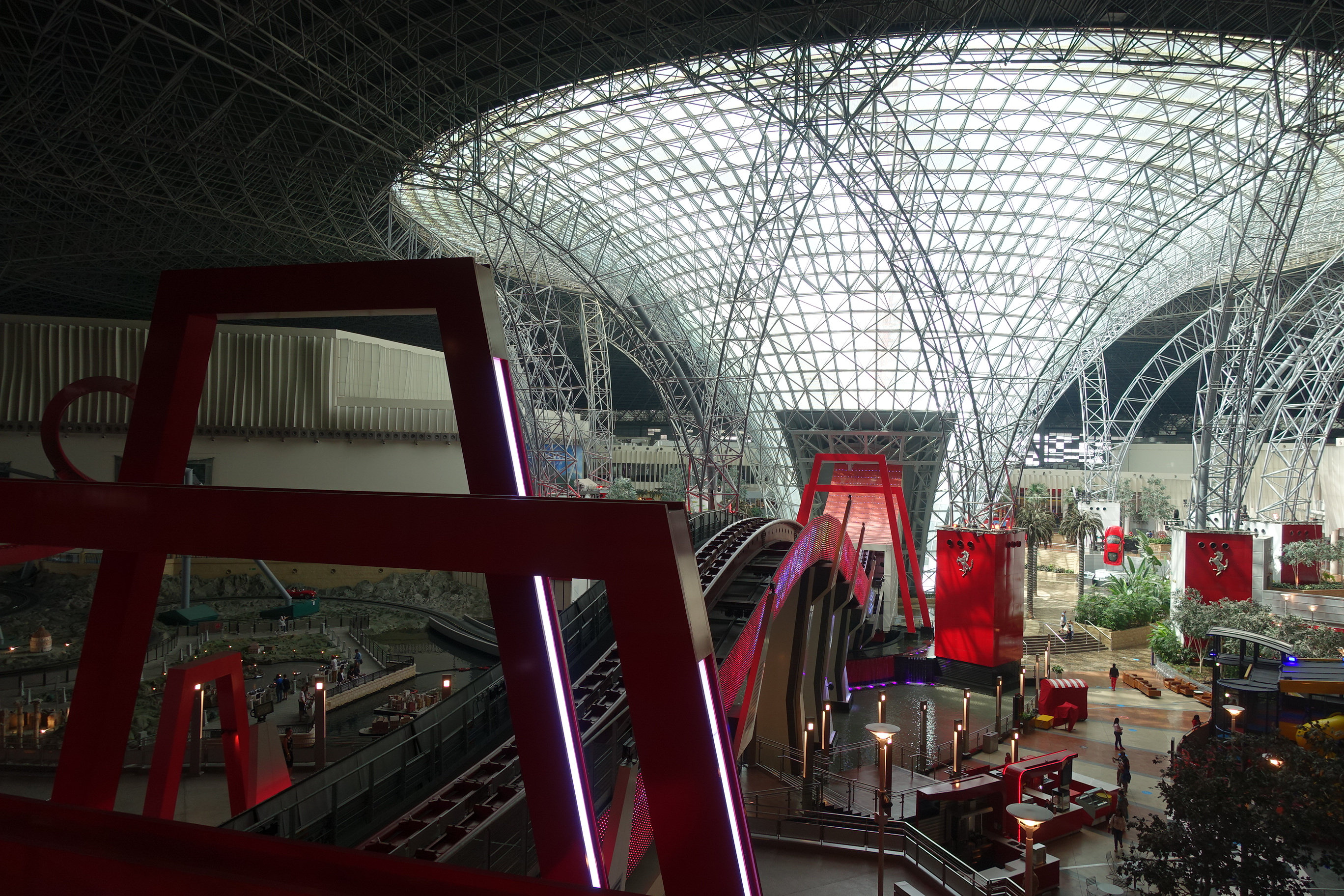
Turbo Track
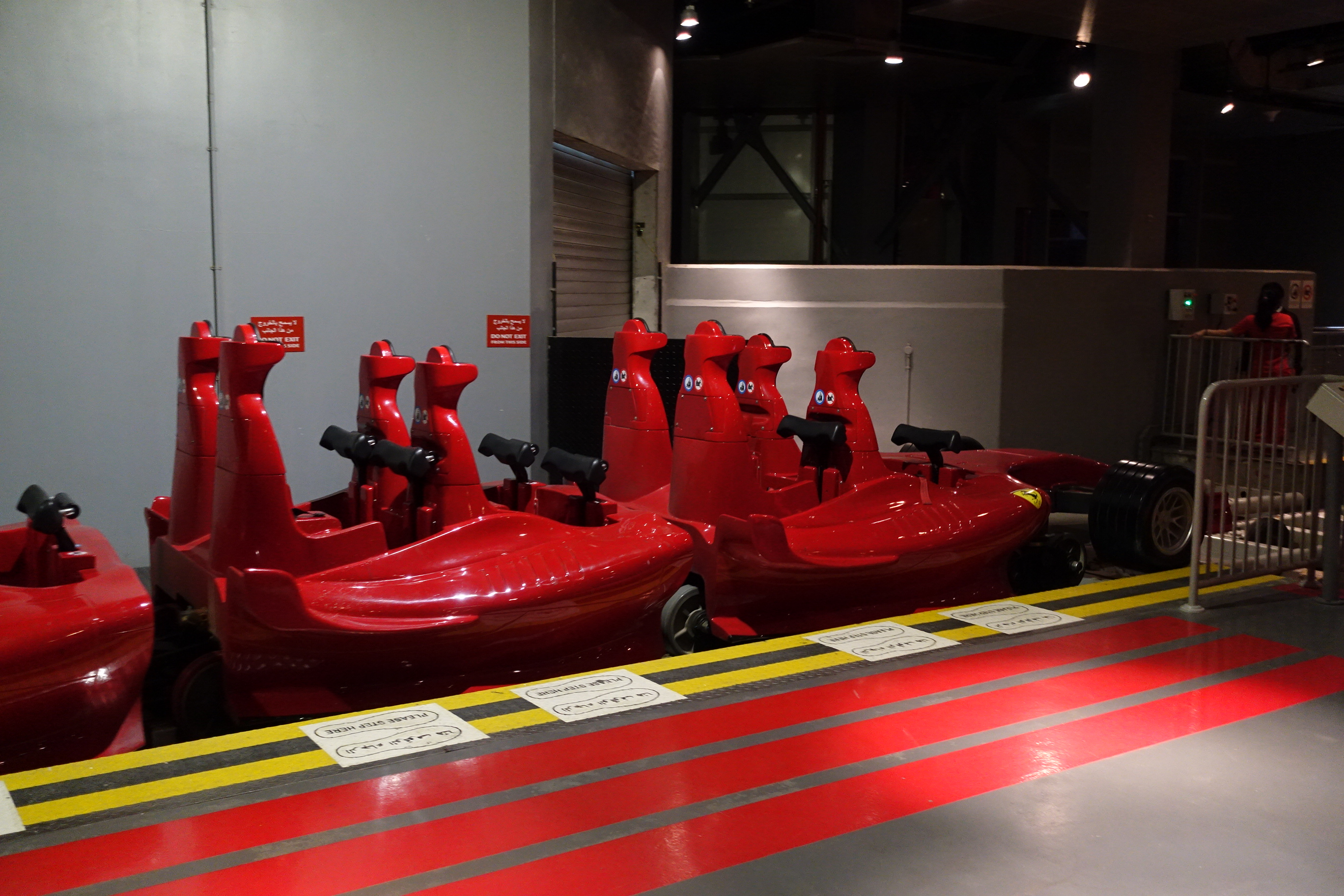

### Autres attractions
| Nom de l'attraction | Type                                           | Constructeur                        | Année d'ouverture |
| ------------------- | ---------------------------------------------- | ----------------------------------- | ----------------- |
| Bell'Italia         | Parcours de voiture dans un parc de miniatures |                                     | 2010              |
| Benno's Great Race  | Parcours scénique interactif                   | Alterface Projects/ETF Ride Systems | 2016              |
| Karting Academy     | Parcours de Karting                            |                                     |                   |
| Made in Maranello   | Cinéma dynamique                               |                                     | 2010              |
| Scuderia Challenge  | Simulateur de conduite                         |                                     | 2010              |
| Speed of Magic      | Cinéma 4-D                                     |                                     | 2010              |
| The Racing Legends  | Parcours scénique                              |                                     | 2010              |
| V12                 | Parcours en bûches                             |                                     | 2010              |

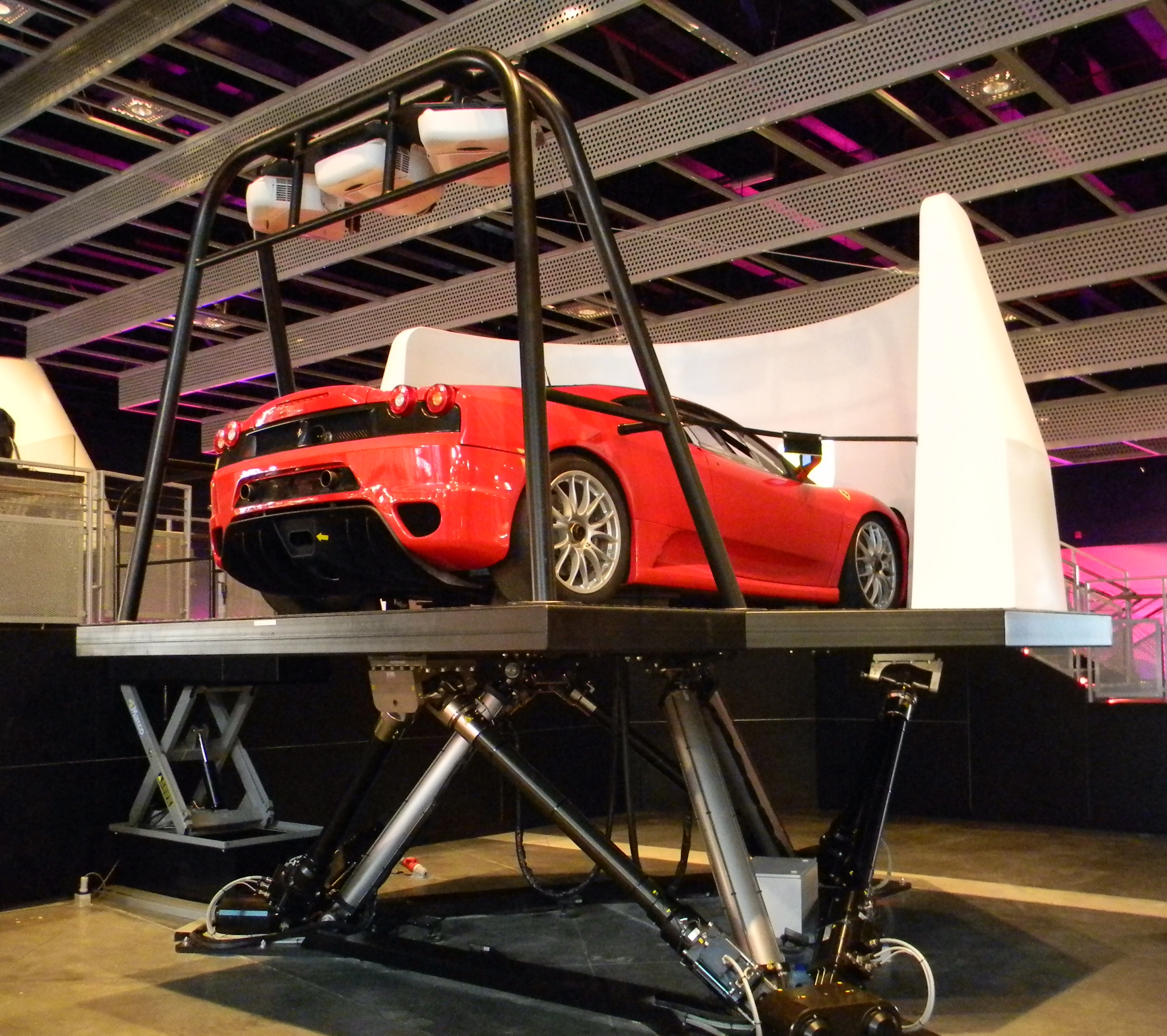
Scuderia Challenge

## Lieu de concert
Ferrari World Abu Dhabi fut utilisé comme salle de concert pendant les célébrations du Grand Prix automobile d'Abou Dabi 2009 auxquels ont participé la chanteuse Beyoncé, Jamiroquai, Kings of Leon et Aerosmith.